# Союз Т-12
Союз Т-12 е съветски пилотиран космически кораб, който извежда в Космоса четвъртата посетителска експедиция на орбиталната станция Салют-7.

## Екипажи

#### Основен
- Владимир Джанибеков (4) – командир
- Светлана Савицка (2) – бординженер
- Игор Волк (1) – космонавт-изследовател

#### Дублиращ
- Владимир Васютин – командир
- Екатерина Иванова – бординженер
- Виктор Савиних – космонавт-изследовател

## Параметри на мисията
- Маса: 7020 кг
- Перигей: 192 km
- Апогей: 218 km
- Наклон на орбитата: 51,6°
- Период: 88,6 мин

## Програма
Четвърта посетителска на станцията Салют-7, първи полет на гражданин на Индия. По това време там работи третият основен екипаж – Леонид Кизим, Владимир Соловьов и Олег Атков.
По време на полета са извършени много научни експерименти, включващи излагане на различни материали във вакуум и директна слънчева светлина, след което да се охлаждат, изследвания на горните слоеве на атмосферата и други.
Игор Волк извършва тренировъчен полет като пилот на бъдещия съветски кораб за многократно изплозване „Буран“.
На 25 юли В. ДСжанибеков и С. Савицка правят излизане в открития космос. По време на излизането Джанибеков и Савицка изпитват различни инструменти за обработка на метали в открития космос. Светлана Савицка става първата жена, излязла в откритото космическо пространство (три месеца преди Кетрин Съливан).

### Космически разходки
| № | Участници                            | Начало                | Край                  | Продължителност    |
| - | ------------------------------------ | --------------------- | --------------------- | ------------------ |
| 1 | Владимир Джанибеков Светлана Савицка | 25 юли 1984 14:55 UTC | 25 юли 1984 18:28 UTC | 3 часа и 33 минути |

Съвместната работа на шестимата космонавти продължава около 11 денонощия.
На 29 юли четвъртата посетителска експедиция се отделя от „Салют-7“ и малко по-късно се приземяват успешно на територията на СССР. Космонавтът Игор Волк почти веднага след кацането извършва полети като първи пилот на вертолет, пътнически самолет Ту-154 и изтребител МиГ-25 за проверка на летателната годност след извършен космически полет.